# World Poker Tour Saison 15
La saison 15 du World Poker Tour (WPT) est un tournoi de poker qui se tient en 2016 et 2017.

## Résultats

### Canadian Spring Championship
- Casino : Playground Poker Club, Kahnawake, Québec,  Canada[1]
- Prix d'entrée : 3 500 CAD[1]
- Date : Du 29 avril au 5 mai 2016[1]
- Nombre de joueurs : 417
- Prize Pool : 1 294 368 CAD
- Nombre de places payées : 54

| Place | Nom            | Prix        |
| ----- | -------------- | ----------- |
| 1er   | Seth Davies    | 256 390 CAD |
| 2e    | Ruben Perceval | 180 088 CAD |
| 3e    | Joel Miller    | 115 570 CAD |
| 4e    | Thomas Taylor  | 85 460 CAD  |
| 5e    | Gilles Nolet   | 64 160 CAD  |
| 6e    | Tony Dunst     | 51 400 CAD  |

### WPT Amsterdam
- Casino : Holland Casino, Amsterdam,  Pays-Bas[2]
- Prix d'entrée : 3 300 €[2]
- Date : Du 10 au 14 mai 2016[2]
- Nombre de joueurs : 318
- Prize Pool : 911 880 €
- Nombre de places payées : 36

| Place | Nom                 | Prix      |
| ----- | ------------------- | --------- |
| 1er   | Andjelko Andrejevic | 200 000 € |
| 2e    | Tomas Fara          | 143 300 € |
| 3e    | Anthony Zinno       | 90 460 €  |
| 4e    | Emrah Cakmak        | 67 300 €  |
| 5e    | Senh Man Ung        | 50 520 €  |
| 6e    | Hans Bosman         | 40 400 €  |

### WPT Choctaw
- Casino : Choctaw Casino Resort, Durant, Oklahoma,  États-Unis[3]
- Prix d'entrée : 3 700 $[3]
- Date : Du 29 juillet au 2 août 2016[3]
- Nombre de joueurs : 1 066
- Prize Pool : 3 619 070 $
- Nombre de places payées : 109

| Place | Nom             | Prix      |
| ----- | --------------- | --------- |
| 1er   | James Mackey    | 666 758 $ |
| 2e    | Benjamin Zamani | 412 234 $ |
| 3e    | Craig Varnell   | 306 346 $ |
| 4e    | Bastian Fischer | 230 300 $ |
| 5e    | Jackduyph Duong | 175 122 $ |
| 6e    | Matthew Smith   | 134 720 $ |

### WPT Legends of Poker
- Casino : Bicycle Casino, Los Angeles,  États-Unis[4]
- Prix d'entrée : 4 000 $[4]
- Date : Du 27 août au 1er septembre 2016[4]
- Nombre de joueurs : 687
- Prize Pool : 2 465 643 $
- Nombre de places payées : 72

| Place | Nom                      | Prix      |
| ----- | ------------------------ | --------- |
| 1er   | Pat Lyons                | 615 346 $ |
| 2e    | Benjamin Zamani          | 341 412 $ |
| 3e    | Upeshka Desilva          | 198 720 $ |
| 4e    | Todd Peterson            | 149 715 $ |
| 5e    | William Vo               | 113 105 $ |
| 6e    | Rafael Motta de Oliveira | 85 760 $  |

### WPT Borgata Poker Open
- Casino : Borgata Hotel Casino & Spa, Atlantic City,  États-Unis[5]
- Prix d'entrée : 3 500 $[5]
- Date : Du 18 au 23 septembre 2016[5]
- Nombre de joueurs : 1 179
- Prize Pool : 3 773 979 $
- Nombre de places payées : 110

| Place | Nom               | Prix      |
| ----- | ----------------- | --------- |
| 1er   | Jesse Sylvia      | 821 811 $ |
| 2e    | Zachary Gruneberg | 490 617 $ |
| 3e    | Taha Maruf        | 300 031 $ |
| 4e    | Simon Lam         | 250 970 $ |
| 5e    | Yervand Boyadjian | 207 569 $ |
| 6e    | Farid Jattin      | 167 942 $ |

### WPT Maryland Live
- Casino : Maryland Live Casino, Hanover, Maryland,  États-Unis[6]
- Prix d'entrée : 3 500 $[6]
- Date : Du 1er au 5 octobre 2016[6]
- Nombre de joueurs : 554
- Prize Pool : 1 772 800 $
- Nombre de places payées : 63

| Place | Nom             | Prix      |
| ----- | --------------- | --------- |
| 1er   | Zachary Smiley  | 356 536 $ |
| 2e    | Ryan Belz       | 239 412 $ |
| 3e    | Mario Silvestri | 153 983 $ |
| 4e    | Darren Elias    | 113 905 $ |
| 5e    | Benjamin Zamani | 85 429 $  |
| 6e    | Cate Hall       | 68 554 $  |

### WPT Bounty Scramble
- Casino : bestbet Jacksonville,  Jacksonville, Floride,  États-Unis[7]
- Prix d'entrée : 5 000 $[7]
- Date : Du 14 au 18 octobre 2016[7]
- Nombre de joueurs : 379
- Prize Pool : 1 762 350 $
- Nombre de places payées : 48

| Place | Nom               | Prix      |
| ----- | ----------------- | --------- |
| 1er   | Samuel Panzica    | 354 335 $ |
| 2e    | Richard Malone Jr | 237 616 $ |
| 3e    | Ankush Mandavia   | 152 766 $ |
| 4e    | Tyler Patterson   | 100 643 $ |
| 5e    | Noah Schwartz     | 77 499 $  |
| 6e    | Paul Balzano      | 64 183 $  |

### WPT Nottingham
- Casino : Dusk Till Dawn, Nottingham,  Angleterre[8]
- Prix d'entrée : 2 200 £[8]
- Date : Du 2 au 6 novembre 2016[8]
- Nombre de joueurs : 522
- Prize Pool : 1 044 000 £
- Nombre de places payées : 54

| Place | Nom                 | Prix      |
| ----- | ------------------- | --------- |
| 1er   | Luis Rodríguez Cruz | 244 699 £ |
| 2e    | Christopher Yong    | 165 172 £ |
| 3e    | Nabil Cardoso       | 110 115 £ |
| 4e    | Maxime Swennen      | 82 071 £  |
| 5e    | Seamus Cahill       | 61 175 £  |
| 6e    | Alex Lindop         | 48 940 £  |

### WPT Montréal
- Casino : Playground Poker Club, Kahnawake,  Canada[9]
- Prix d'entrée : 3 850 CAD[9]
- Date : Du 11 au 17 novembre 2016[9]
- Nombre de joueurs : 648
- Prize Pool : 2 199 960 CAD
- Nombre de places payées : 81

| Place | Nom           | Prix        |
| ----- | ------------- | ----------- |
| 1er   | Mike Sexton   | 425 980 CAD |
| 2e    | Benny Chen    | 286 110 CAD |
| 3e    | Nadir Lalji   | 183 320 CAD |
| 4e    | Ilan Boujenah | 132 750 CAD |
| 5e    | Ema Zajmovic  | 102 010 CAD |
| 6e    | Jake Schwartz | 81 740 CAD  |

### WPT Punta Cana
- Casino : Hard Rock Hotel & Casino Punta Cana, Punta Cana,  République dominicaine[10]
- Prix d'entrée : 4 560 $[10]
- Date : Du 19 au 23 novembre 2016[10]
- Nombre de joueurs : 323
- Prize Pool : 1 456 892 $
- Nombre de places payées : 36

| Place | Nom               | Prix      |
| ----- | ----------------- | --------- |
| 1er   | Niall Farrell     | 335 000 $ |
| 2e    | Troy Quenneville  | 220 000 $ |
| 3e    | Anthony Augustino | 140 000 $ |
| 4e    | Colin Moffatt     | 105 392 $ |
| 5e    | Yiannis Liperis   | 80 000 $  |
| 6e    | Stephen Woodhead  | 66 000 $  |

### WPT Prague
- Casino : King's Casino Prague, Prague,  République tchèque[11]
- Prix d'entrée : 3 300 €[11]
- Date : Du 3 au 5 décembre 2016[11]
- Nombre de joueurs : 144 (+23)
- Prize Pool : 485 970 €
- Nombre de places payées : 21

| Place | Nom              | Prix      |
| ----- | ---------------- | --------- |
| 1er   | Oleg Vasylchenko | 132 200 € |
| 2e    | Anton Petrov     | 82 000 €  |
| 3e    | Tonio Röder      | 52 500 €  |
| 4e    | Romain Lewis     | 39 120 €  |
| 5e    | Martin Kabrhel   | 29 410 €  |
| 6e    | Preben Stokkan   | 23 520 €  |

### WPT Five Diamond World Poker Classic
- Casino : Bellagio, Las Vegas,  États-Unis[12]
- Prix d'entrée : 10 400 $[12]
- Date : Du 5 au 10 décembre 2016[12]
- Nombre de joueurs : 791
- Prize Pool : 7 672 700 $
- Nombre de places payées : 72

| Place | Nom              | Prix        |
| ----- | ---------------- | ----------- |
| 1er   | James Romero     | 1 938 118 $ |
| 2e    | Ryan Tosoc       | 1 124 051 $ |
| 3e    | Jake Schindler   | 736 579 $   |
| 4e    | Alexander Condon | 494 889 $   |
| 5e    | Justin Bonomo    | 345 272 $   |
| 6e    | Igor Yaroshevsky | 268 545 $   |

### WPT Borgata Winter Poker Open
- Casino : Borgata Hotel Casino & Spa, Atlantic City,  États-Unis[13]
- Prix d'entrée : 3 500 $[13]
- Date : Du 29 janvier au 3 février 2017[13]
- Nombre de joueurs : 1 312
- Prize Pool : 4 199 712 $
- Nombre de places payées : 130

| Place | Nom              | Prix      |
| ----- | ---------------- | --------- |
| 1er   | Daniel Weinman   | 892 433 $ |
| 2e    | Nathan Bjerno    | 524 964 $ |
| 3e    | Tyler Kenney     | 327 578 $ |
| 4e    | Jia Liu          | 275 081 $ |
| 5e    | Richard Foster   | 228 884 $ |
| 6e    | Nicholas Immekus | 184 787 $ |

### WPT Playground
- Casino : Playground Poker Club, Kahnawake,  Canada[14]
- Prix d'entrée : 3 500 CAD[14]
- Date : Du 10 au 15 février 2017[14]
- Nombre de joueurs : 380
- Prize Pool : 1 179 520 CAD
- Nombre de places payées : 48

| Place | Nom                    | Prix        |
| ----- | ---------------------- | ----------- |
| 1er   | Ema Zajmovic           | 241 500 CAD |
| 2e    | Jean-Francois Bouchard | 169 270 CAD |
| 3e    | Eric Afriat            | 108 690 CAD |
| 4e    | Tam Ho                 | 71 670 CAD  |
| 5e    | Mekhail Mekhail        | 55 200 CAD  |
| 6e    | Jean-Pascal Savard     | 45 690 CAD  |

### WPT Fallsview Poker Classic
- Casino : Niagara Fallsview Casino Resort, Niagara Falls,  Canada[15]
- Prix d'entrée : 5 000 CAD[15]
- Date : Du 22 au 24 février 2017[15]
- Nombre de joueurs : 489
- Prize Pool : 2 229 954 CAD
- Nombre de places payées : 63

| Place | Nom                      | Prix        |
| ----- | ------------------------ | ----------- |
| 1er   | Darren Elias             | 449 484 CAD |
| 2e    | David Eldridge           | 300 982 CAD |
| 3e    | Jean-Christophe Ferreira | 193 583 CAD |
| 4e    | Andrew Chen              | 143 199 CAD |
| 5e    | Manig Loeser             | 107 399 CAD |
| 6e    | Abdull Hassan            | 86 184 CAD  |

### WPT LA Poker Classic
- Casino : Commerce Casino, Los Angeles,  États-Unis[16]
- Prix d'entrée : 10 000 $[16]
- Date : Du 25 février au 2 mars 2017[16]
- Nombre de joueurs : 521
- Prize Pool : 5 001 600 $
- Nombre de places payées : 68

| Place | Nom             | Prix        |
| ----- | --------------- | ----------- |
| 1er   | Daniel Strelitz | 1 001 110 $ |
| 2e    | Simeon Naydenov | 672 190 $   |
| 3e    | Jared Griener   | 431 340 $   |
| 4e    | Mike Sexton     | 300 690 $   |
| 5e    | Jesse Martin    | 230 380 $   |
| 6e    | Richard Tuhrim  | 191 490 $   |

### WPT Bay 101
- Casino : Bay 101, San Jose,  États-Unis[17]
- Prix d'entrée : 7 500 $[17]
- Date : Du 6 au 10 mars 2017[17]
- Nombre de joueurs : 806
- Prize Pool : 5 722 600 $
- Nombre de places payées : 81

| Place | Nom              | Prix        |
| ----- | ---------------- | ----------- |
| 1er   | Samuel Panzica   | 1 373 000 $ |
| 2e    | Anthony Spinella | 786 610 $   |
| 3e    | Chino Rheem      | 521 660 $   |
| 4e    | Paul Volpe       | 349 610 $   |
| 5e    | Dennis Stevermer | 243 090 $   |
| 6e    | Rainer Kempe     | 188 460 $   |

### WPT Rolling Thunder
- Casino : Thunder Valley Casino Resort,  Lincoln,  États-Unis[18]
- Prix d'entrée : 3 500 $[18]
- Date : Du 11 au 15 mars 2017[18]
- Nombre de joueurs : 421
- Prize Pool : 1 347 200 $
- Nombre de places payées : 53

| Place | Nom                 | Prix      |
| ----- | ------------------- | --------- |
| 1er   | Michael Del Vecchio | 284 638 $ |
| 2e    | Sorel Mizzi         | 190 105 $ |
| 3e    | Steven Tabb         | 122 296 $ |
| 4e    | John Hadley         | 81 930 $  |
| 5e    | Olivier Busquet     | 63 013 $  |
| 6e    | Connor Drinan       | 52 222 $  |

### WPT Seminole Hard Rock Poker Showdown
- Casino : Seminole Hard Rock Hotel & Casino, Hollywood, Floride,  États-Unis[19]
- Prix d'entrée : 3 500 $[19]
- Date : Du 31 mars au 5 avril 2017[19]
- Nombre de joueurs : 1 207
- Prize Pool : 3 862 400 $
- Nombre de places payées : 151

| Place | Nom             | Prix      |
| ----- | --------------- | --------- |
| 1er   | Tony Sinishtaj  | 661 283 $ |
| 2e    | Darryll Fish    | 453 185 $ |
| 3e    | Robert Mizrachi | 293 864 $ |
| 4e    | Daniel Colman   | 217 686 $ |
| 5e    | Eric Beller     | 164 438 $ |
| 6e    | Simeon Naydenov | 132 889 $ |

### WPT Seminole Hard Rock Poker Finale
- Casino : Seminole Hard Rock Hotel & Casino, Hollywood, Floride,  États-Unis[20]
- Prix d'entrée : 10 000 $[20]
- Date : Du 2 au 6 avril 2017[20]
- Nombre de joueurs : 349
- Prize Pool : 3 315 500 $
- Nombre de places payées : 44

| Place | Nom              | Prix      |
| ----- | ---------------- | --------- |
| 1er   | Ryan Riess       | 716 088 $ |
| 2e    | Alan Sternberg   | 491 081 $ |
| 3e    | Terry Schumacher | 315 726 $ |
| 4e    | Tim West         | 204 466 $ |
| 5e    | Jason Koon       | 157 599 $ |
| 6e    | Cliff Josephy    | 130 370 $ |

### WPT Tournament of Champions
- Casino : Seminole Hard Rock Hotel & Casino, Hollywood, Floride,  États-Unis[21]
- Prix d'entrée : 15 000 $[21]
- Date : Du 7 au 9 avril 2017[21]
- Nombre de joueurs : 66
- Prize Pool : 1 090 000 $
- Nombre de places payées : 9

| Place | Nom              | Prix      |
| ----- | ---------------- | --------- |
| 1er   | Daniel Weinman   | 381 500 $ |
| 2e    | Michael Mizrachi | 218 000 $ |
| 3e    | Dan Santoro      | 133 525 $ |
| 4e    | David Ormsby     | 95 375 $  |
| 5e    | Erik Seidel      | 73 575 $  |
| 6e    | Dylan Wilkerson  | 57 225 $  |